# Fundação Instituto Feminino da Bahia
O Instituto Feminino da Bahia é uma entidade pioneira na preservação da memória feminina, bem como em sua formação e educação. Fundada por Henriqueta Martins Catharino, em 1923, é hoje uma instituição que abriga dois museus e um riquíssimo acervo de peças históricas, localizada em Salvador (Bahia).

## Histórico
Junto ao Monsenhor Flaviano Osório Pimentel (? - 1933), Henriqueta Catharino (1886 - 1969) principiou suas atividades filantrópicas na capital baiana ainda no começo do século XX. Organizara uma biblioteca (chamada, então, PLB - Propaganda das Boas Leituras) e atividades benemerentes, que seriam o núcleo do Instituto.
Em 1923 é criada a Casa São Vicente, idealizada pelo padre, e com objetivo de auxiliar a "mulher que trabalha", dotado de uma "Escola Comercial Feminina", que ministrava cursos de curta duração, além de visar a colocação no mercado de trabalho das mulheres que atendia. A "Casa" foi tranferida para a Praça da Piedade, em 1924, para imóvel herdado por D. Henriqueta.
Logo o espaço se fez pequeno, e uma nova sede foi idealizada. Para sua consecução, D. Henriqueta recebeu do pai, Bernardo Catharino - então o maior industrial do estado - o adiantamento da herança.
Construído em apenas dois anos (entre 1937 e 1939), a sede definitiva do Instituto foi a concretização da obra de sua mantenedora. A sede, imponente, foi erguida numa área de cinco mil metros quadrados, no Politeama, área central da capital.
Em 1950 foi reconhecido oficialmente como de Utilidade Pública pelo Estado, ocasião em que mudou o nome para Instituto Feminino da Bahia. As atividades se ampliaram, com a instalação de cursos profissionalizantes e de formação secundária - e não mais apenas os cursilhos.

### Formação do acervo
Iniciou D. Henriqueta o mister de preservar a cultura popular em 1931, adquirindo esculturas de artistas populares de Santo Estêvão, núcleo do que seria o Museu de Arte Popular da Bahia. Em 1933 conseguiu grandes doações de bordados, núcleo do Museu Henriqueta Catharino.
Contando com acervo de cerca de quinze mil peças, a Fundação é hoje um dos espaços culturais e memoriais mais importantes da Bahia, com destaque entre as instituições congèneres brasileiras, integrando mesmo o roteiro turístico do estado.
Ali está guardado o vestido usado pela Princesa Isabel, no momento em que assinou a Lei Áurea.

## Estrutura
O prédio, em estilo eclético, foi inaugurado em 29 de março de 1939. Possui cinco andares. No subsolo funciona o Museu de Arte Popular. No primeiro e segundo andares funciona o Museu Henriqueta Catharino.